# Lingayen
Lingayen est une ville de 1re classe, capitale de la province de Pangasinan aux Philippines. Selon le recensement de 2010 elle est peuplée de 98 704 habitants.
Lingayen a été un des points stratégiques de la Seconde Guerre mondiale. C'est aussi la ville de naissance du président Fidel Ramos. Lingayen est considérée comme « l'endroit le plus romantique aux Philippines ».

## Barangays
Lingayen est divisée en 32 barangays.
- Aliwekwek
- Baay
- Balangobong
- Bantayan
- Basing
- Capandanan
- Domalandan central
- Domalandan occidental
- Domalandan oriental
- Dorongan
- Dulag
- Estanza
- Lasip
- Libsong oriental
- Libsong occidental
- Malawa
- Malimpuec
- Maniboc
- Matalava
- Naguelguel
- Namolan
- Pangapisan du Nord
- Pangapisan du Sud
- Poblacion
- Quibaol
- Rosario
- Sabangan
- Talogtog
- Tonton
- Tumbar
- Wawa

## Démographie
| Année | Habitants | Évolution |
| ----- | --------- | --------- |
| 1995  | 80 758    | -         |
| 2000  | 88 891    | 10,07 %   |
| 2007  | 95 773    | 7,74 %    |
| 2010  | 98 704    | 3,06 %    |